# Telophorus multicolor
Telophorus multicolor là một loài chim trong họ Malaconotidae.